# Diamante (EP)
En 1988, la compañía Melody lanza al mercado el Extended Play "Diamante" de Sasha. Los sencillos "Diamante", “Lucha de Gigantes” y "Rueda Mi Mente (mix)" se convierten en todo un éxito.
Este disco se editó originalmente en LP y Casete.

## Antecedentes
Debido al éxito alcanzado por su álbum debut y que este álbum seguía produciendo sencillos, la compañía decide sacar al mercado un Extended Play con un nuevo hit solamente y con el Mix de Rueda mi mente.

## Temas
| N.º | Título                 | Escritor(es)                       | Duración |  |
| 1.  | «Diamante (Diamond)»   | Grati / Giulante / Adap. J. Flores | 3:46     |  |
| 2.  | «Lucha de gigantes»    | Antonio Vega                       | 3:15     |  |
| 3.  | «Rueda mi mente (Mix)» | Fernando Riba / Kiko Campos        | 4:05     |  |
| 4.  | «Dinosaurios»          | Charly García / Samuel Zarzosa     | 3:29     |  |